# Orfeão de Águeda
O Orfeão de Águeda, é um grupo coral criado em 1916 por Armando Castela.
Actualmente o coro é dirigido pelo professor Paulo Zé Neto, o Orfeão vem trilhando, nos últimos anos, novos caminhos ao encontro de plateias cada vez mais sensíveis, explorando com um sentido de modernidade todas as virtualidades da música coral.
No mês de Outubro de 2009, o orfeão que se deslocava a S. Paio de Oleiros a fim de participar nas festividades do 32º aniversário do Grupo Coral da Associação Musical Oleirense, sofreu um grave acidente no capotamento do autocarro no Alto de Arrifana. Fazendo uma vitima mortal, 27 feridos ligeiros e 8 ilesos.
Apesar da tragédia o coro não desistiu e após um tempo de pausa, continuou os ensaios e prepara um concerto em homenagem à coralista que faleceu no penoso acidente.